# Peter Mittelstaedt

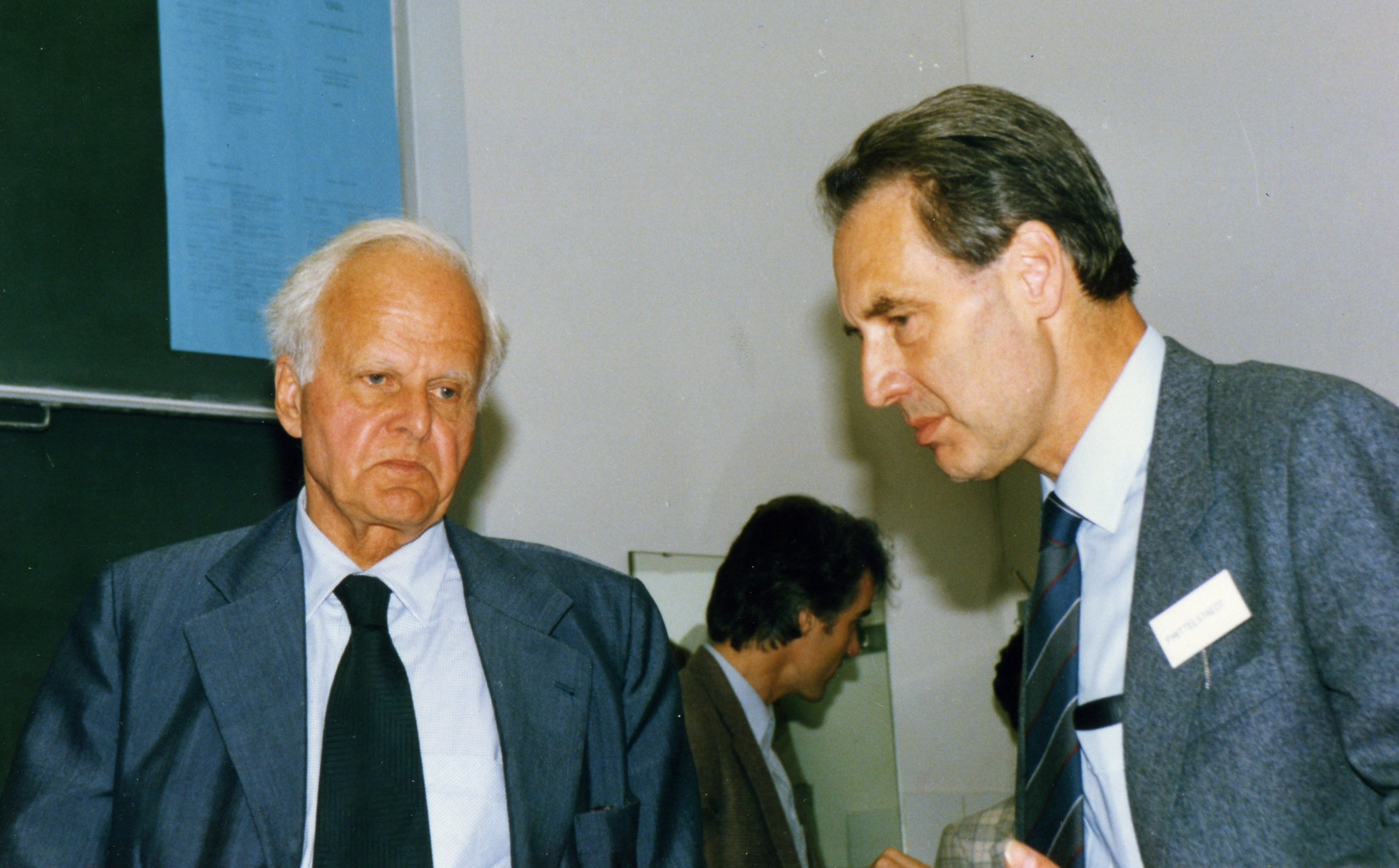
Peter Mittelstaedt (direita) e Carl Friedrich von Weizsäcker (esquerda) durante o Simpósio Internacional de Lógica Quântica, Colônia 1984

Peter Mittelstaedt, pseudônimo de Karl Rottmann (Leipzig, 24 de novembro de 1929 – Erftstadt, 21 de novembro de 2014), foi um físico e filósofo alemão.

## Vida
Após estudar física na Universidade de Jena, Universidade de Bonn e Universidade de Göttingen, onde obteve um doutorado em física teórica em 1956, orientado por Werner Heisenberg, foi pesquisador n Organização Europeia para a Pesquisa Nuclear (CERN) em Genebra e no Instituto de Tecnologia de Massachusetts. Foi desde 1965 professor de física teórica da Universidade de Colônia.

## Publicações

### Livros
- como Karl Rottmann: Mathematische Formelsammlung, BI Wissenschaftsverlag 1960[3]
- Philosophische Probleme der modernen Physik, BI 1963 (7. Edição 1989)
- Klassische Mechanik, BI 1970 (2. Edição 1995)
- Die Sprache der Physik: Aufsätze und Vorträge, BI 1972
- Der Zeitbegriff in der Physik – physikalische und philosophische Untersuchungen zum Zeitbegriff in der klassischen und relativistischen Physik, BI Wissenschaftsverlag 1976 (3. Edição 1989)
- Quantum Logic, Dordrecht, Reidel 1978
- Sprache und Realität in der modernen Physik, BI 1986
- com Paul Busch, Pekka J. Lahti The Quantum Theory of Measurement, Springer, Lecturenotes in Physics, 1991, 2. Edição 1996
- The Interpretation of Quantum Mechanics and the Measurement Process, Cambridge University Press 1998 (paperback 2004)
- com Paul Weingartner Laws of Nature, Springer 2005
- Rational Reconstructions of Modern Physics, Springer, Dordrecht 2011, ISBN 978-94-007-0076-5.

### Editor
- Symposium on the Foundations of Modern Physics com Pekka J. Lahti, 1985, 1987, 1990
- Symposium on the Foundations of Modern Physics com Paul Busch und Pekka J. Lahti, 1993